# Œuvres hospitalières françaises de l'ordre de Malte
Pour les articles homonymes, voir Ordre souverain militaire et hospitalier de Saint-Jean de Jérusalem, de Rhodes et de Malte.
Les œuvres hospitalières françaises de l’ordre de Malte (OHFOM) ou plus communément appelé ordre de Malte-France est l'organisme en France qui a pour objet de réaliser les projets, de gérer l'activité hospitalière et de promouvoir toutes les actions de l'ordre souverain militaire et hospitalier de Saint-Jean de Jérusalem, de Rhodes et de Malte qui expriment les valeurs fondamentales de l'Ordre « Tuitio Fidei et Obsequium Pauperum » (protection de la foi et service des pauvres).

## Création des œuvres hospitalières françaises de l'ordre de Malte (OHFOM)
Les « œuvres hospitalières françaises de l'ordre de Malte » sont la partie visible et la plus connue en France de l'« ordre souverain de Malte » et plus précisément de l'« association française des membres de l'ordre de Malte ».

### Association française des membres de l'ordre de Malte
Les « œuvres hospitalières françaises de l'ordre de Malte », appelées « ordre de Malte-France », ont été fondées par l'« association française des membres de l'ordre de Malte », elle même fondée en 1891, qui est la composante institutionnelle territoriale de l'Ordre en France. Présidée par Olivier de La Chapelle, cette association regroupe en France tous les membres reçus dans l’ordre souverain de Malte, c’est-à-dire  elle ne regroupe pas les salariés embauchés par l'Ordre et les bénévoles qui eux relèvent de l’ordre de Malte-France. C'est cette association qui est à l'origine de tout ce que représente en France l'ordre souverain de Malte - ordre souverain militaire et hospitalier de Saint-Jean de Jérusalem, de Rhodes et de Malte.

### Ordre souverain de Malte
L’« ordre souverain de Malte » n'est pas reconnu comme souverain et ne dispose pas en France, à Paris, d'un ambassadeur mais d'un « représentant officiel auprès de la France ». Ce statut particulier lui a été accordé dans sa définition actuelle en 1991.

### Ordre de Malte-France
Les « œuvres hospitalières françaises de l'ordre de Malte » ou ordre de Malte-France,  ont été fondées en 1927 et reconnues d'utilité publique dès 1928 par le gouvernement français, l'ordre de Malte France est très actif dans la lutte contre la lèpre, l'exclusion et dans les actions de secourisme. L'ordre de Malte France gère 13 établissements médico-sociaux et sanitaires dans les domaines du handicap, de l'autisme et des personnes âgées dépendantes. L'ordre de Malte France a reçu en 2007 le « grand prix humanitaire » de l'Institut de France.
Pour promouvoir son action auprès du public et lui permettre de faire appel au don en confiance, l'œuvres hospitalières françaises de l'ordre de Malte (OHFOM), adhère au comité de la Charte. 
La fête de l'Ordre se déroulait le jour de la Saint-Jean-Baptiste, c'est-à-dire le 24 juin. À cette occasion en France, les membres de l’Ordre se réunissent au château de Versailles ; une messe solennelle est alors célébrée à la chapelle royale.

## Activités de l’ordre de Malte-France
L'ordre de Malte-France mène plusieurs activités (exemples non exhaustifs) :
- le secourisme : reconnue comme association agréée de sécurité civile à l'échelle nationale pour assurer des postes de secours et dispenser des formations au secourisme, l'association et ses 1 500 secouristes prennent en charge chaque année 9 000 personnes en réalisant de nombreux postes de secours et de nombreuses gardes auprès de la BSPP et du SAMU ;
- la santé : 13 établissements médico-sociaux et sanitaires pour accueillir des enfants et adultes malades ou en situation de handicap, dans les domaines de la dépendance, de l’autisme, du handicap et des soins aux enfants[10] ;
- la lutte contre la lèpre : en tant qu'acteur historique majeur de ce combat, l'ordre de Malte-France intervient dans 11 pays touchés par la lèpre (dépistage et soins, traitement chirurgical des séquelles, réinsertion et formation du personnel soignant). En France, en janvier, durant trois jours, 10 000 quêteurs bénévoles sont mobilisés, à travers plus de 100 délégations, pour solliciter la générosité du public afin de contribuer à vaincre la maladie ;
- la lutte contre l’exclusion : accueil et accompagnement des personnes en situation de précarité (hébergement d’urgence et de réinsertion sociale grâce aux péniches Fleuron Saint-Jean et Fleuron Saint-Michel, aide alimentaire et petits déjeuners dans toute la France, maraudes du Samu social, soins médicaux (consultations, maraudes médicales, dispensaires) et accueil de jour ;
- en 2020, l'ordre de Malte France lance les maraudes Soli'Malte pour faire face aux urgences sanitaires et sociales[11]
- l'ordre de Malte-France, lors des opérations « P'tits déj' en Carême » et « P'tits déj en Avent », invite les enfants des établissements privés d'enseignement catholique à participer à une collecte de denrées destinées au profit des plus fragiles ;
- la formation : l'ordre de Malte-France intervient dans quatre domaines d'expertise, le secourisme et la prévention des risques, le sanitaire, le médico-social, le juridique et le social (formation à l'accueil et à l'accompagnement des demandeurs d'asile et des migrants ainsi qu'à la prise en charge des mineurs isolés).

L'ordre de Malte-France agit aussi à l’international :
- l’association soutient 166 centres de santé, souvent tenus par des associations ou des congrégations religieuses,  dans 26 pays, des activités de santé (à travers un réseau de cinq hôpitaux, de maternités et de centres de soins gérés ou aidés financièrement), six centres de santé en Afrique et l’« hôpital de la Sainte Famille » à Bethléem ;
- l’aide et le soutien aux réfugiés[12] ;
- des actions de secours (lors de tragiques événements politiques, de conflits ou de catastrophes climatiques/épidémiques) et de formations médicales pour permettre à tous d’accéder à des soins de qualité ;
- elle lutte également contre les maladies tropicales négligées et les grandes endémies, lutte contre la cécité évitable ;
- enfin, elle agit sur le terrain pour être toujours plus proche des populations locales, protéger la mère et l’enfant et les populations stigmatisées comme celle des autochtones d’Afrique centrale.

### En chiffres
L'ordre de Malte France c'est un budget 2023 de 91 millions d'euros qui comprend 13 300 membres bénévoles pour soutenir 570 000 personnes. Il est présent dans 26 pays de par le monde. En France, l'ordre de Malte France dirige et coordonne 13 établissements médico-sociaux dont deux EHPAD.

## Liste des présidents
- 1986-1992 : Jean-Louis de Faucigny-Lucinge, président d'honneur
- 2002-2014 : Thierry de Beaumont-Beynac
- 2014-2019 : Yann Baggio[14]
- 2019-2021 : Jean-Baptiste Favatier[15]
- 2021- : Cédric Chalret du Rieu[16]